# Certamen Internacional d'Havaneres i Polifonia de Torrevella

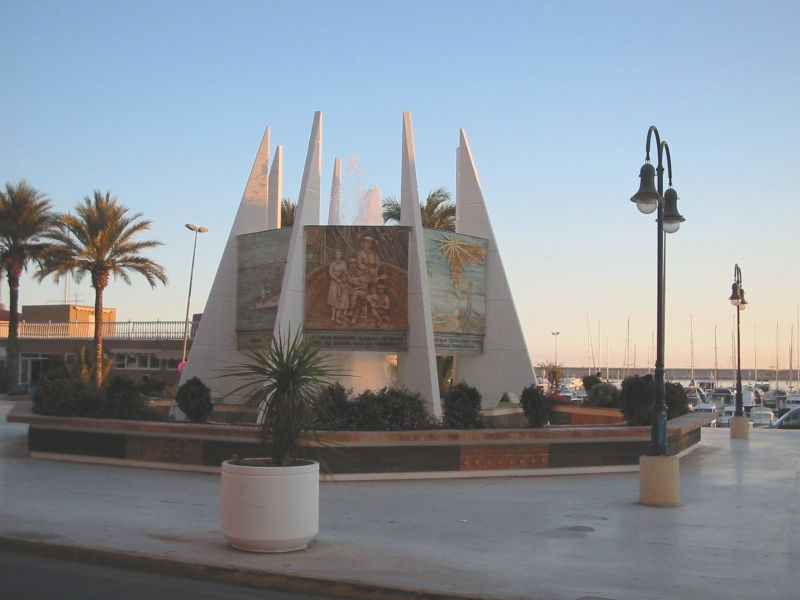
Monument a les havaneres, en el port de Torrevella.

El Certamen Internacional d'Havaneres i Polifonia de Torrevella té lloc cada estiu, a l'arribada dels últims dies del mes de juliol, i està declarat Festa d'Interès Turístic Internacional. La primera edició hi va tindre lloc a l'estiu de l'any 1955, i la guanyà l'Orfeón Murciano Martínez Caballero.
Hi participen grups corals de diverses nacionalitats, tot donant especial protagonisme a les havaneres. S'actua a l'aire lliure, al recinte portuari de les Eres de la Sal de la localitat del Baix Segura.
Al llarg de la seua història, han guanyat el certamen corals vingudes d'indrets com Mèxic, Colòmbia, Veneçuela, Xile, Ucraïna, Letònia, Belarús, Rússia, Filipines, Indonèsia o Corea del Sud, així com nombroses formacions del País Valencià.